# Canon Extender EF

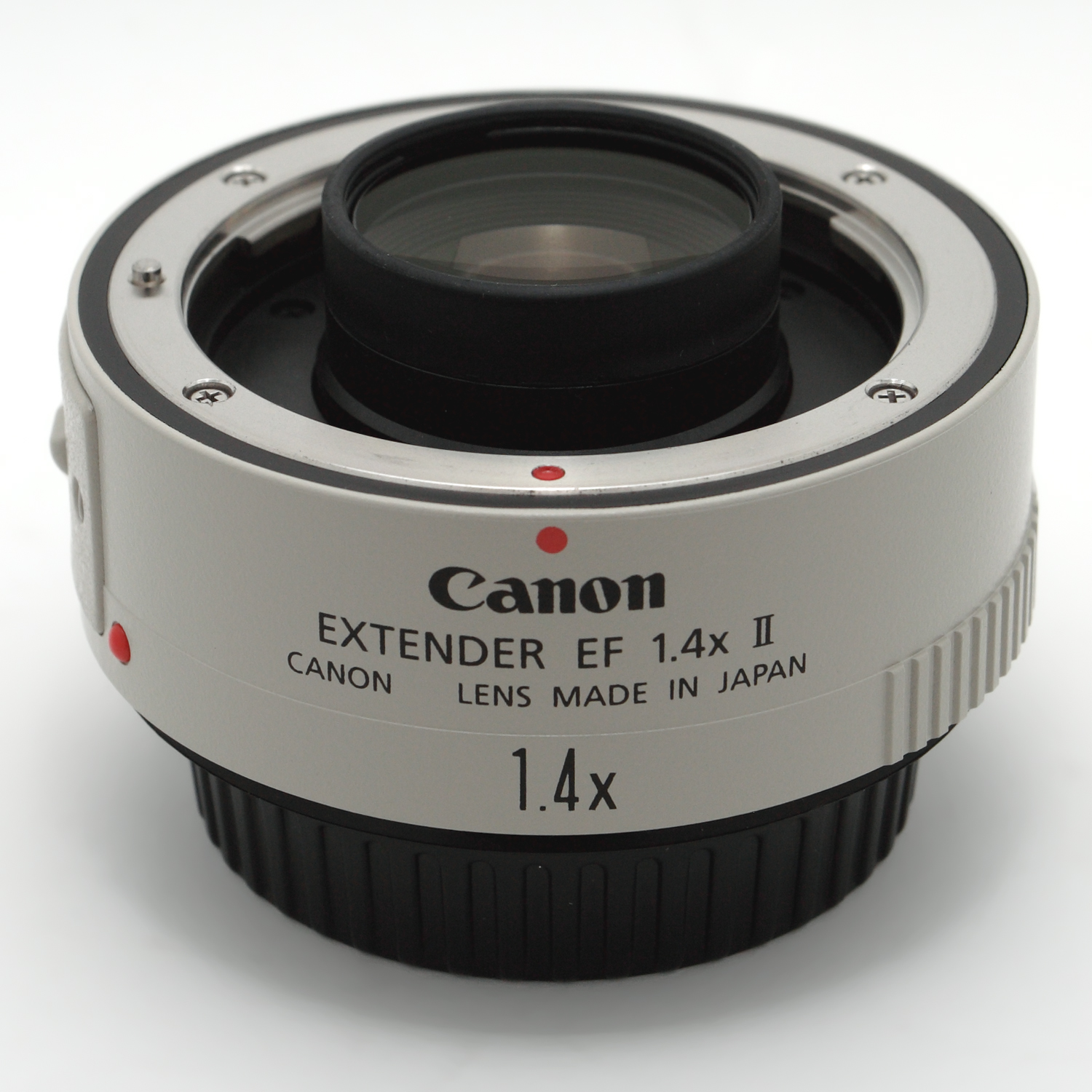
Экстендер Canon Extender EF 1,4× II

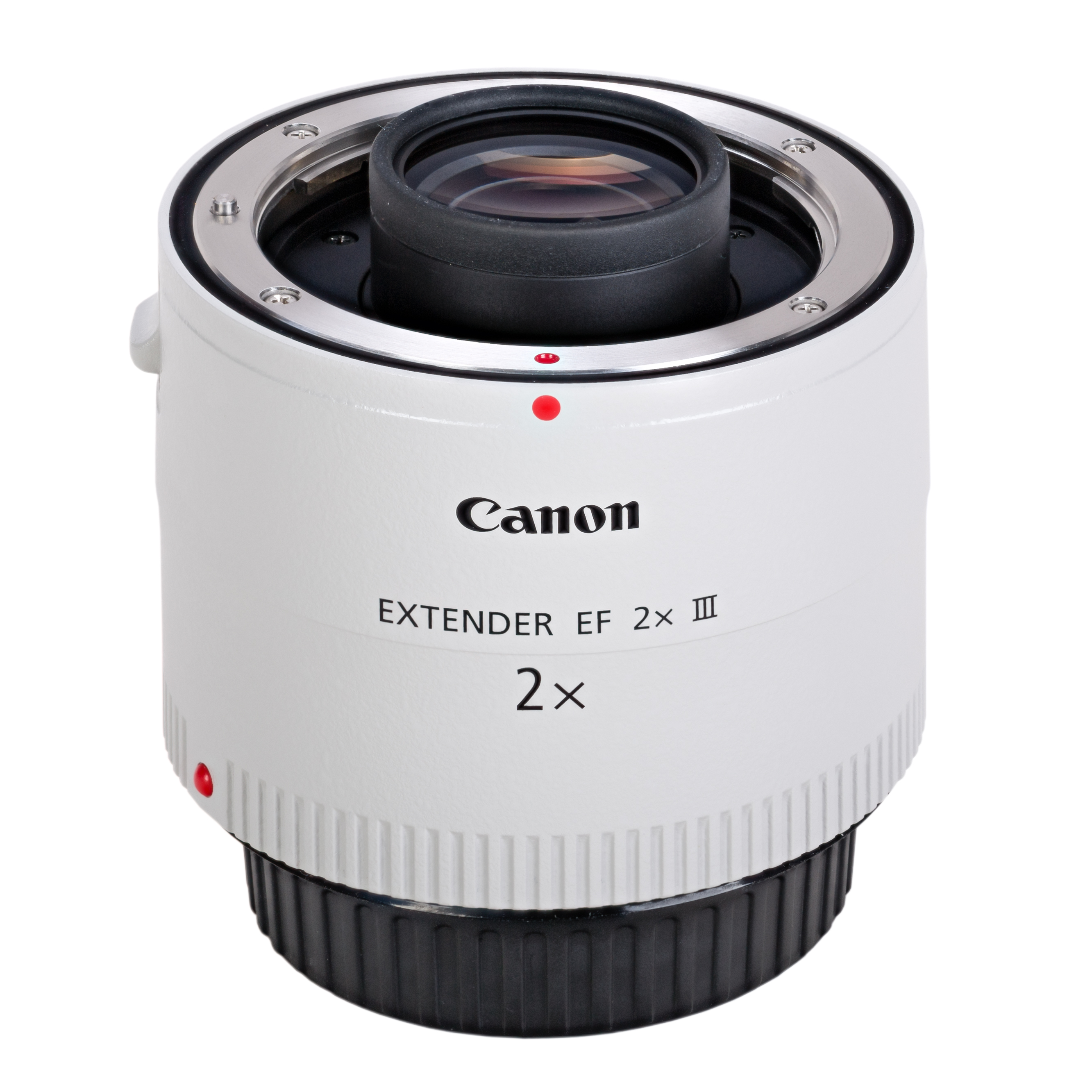
Экстендер Canon Extender EF 2× III

Экстендеры Canon Extender EF — телеконвертеры, производимые фирмой Canon. Такая оптическая система устанавливается между корпусом фотоаппарата Canon EOS и съёмочным объективом для увеличения его фокусного расстояния на коэффициент 1,4× или 2×, за счёт уменьшения диафрагмы на 1 или 2 ступени соответственно. Например, использование экстендера 1,4× или 2× с объективом Canon EF 500 мм f/4L IS USM будет эквивалентно 700 мм f/5,6 или 1000 мм f/8.
У Canon существует шесть моделей экстендеров:
- 1,4× — 5 элементов, 4 группы, 200 г, 45000 иен.
- 1,4× II — 5 элементов, 4 группы, 220 г, 52000 иен.[1]
- 1,4× III — 7 элементов, 3 группы, 225 г, 55000 иен.
- 2× — 7 элементов, 5 групп, 240 г, 43600 иен.
- 2× II — 7 элементов, 5 групп, 265 г, 52000 иен.[2]
- 2× III — 9 элементов, 5 групп, 325 г, 55000 иен.

## История
- 1987: анонс Canon Extender EF 2×
- 1988: анонс Canon Extender EF 1,4×
- 2001: анонс Canon Extender EF 1,4× II и Canon Extender EF 2× II
- 2010: анонс Canon Extender EF 1,4× III и Canon Extender EF 2× III

## Характеристики
Экстендеры не имеют движущихся частей, за исключением замка байонета. Начиная со вторых версий, экстендеры стали всепогодными влагозащищёнными с антибликовым покрытием. В третьих версиях улучшена система автофокуса. Благодаря новым оптическим схемам улучшено качество изображения. Передняя и задняя линзы защищены покрытием, облегчающим чистку поверхностей.

## Совместимость

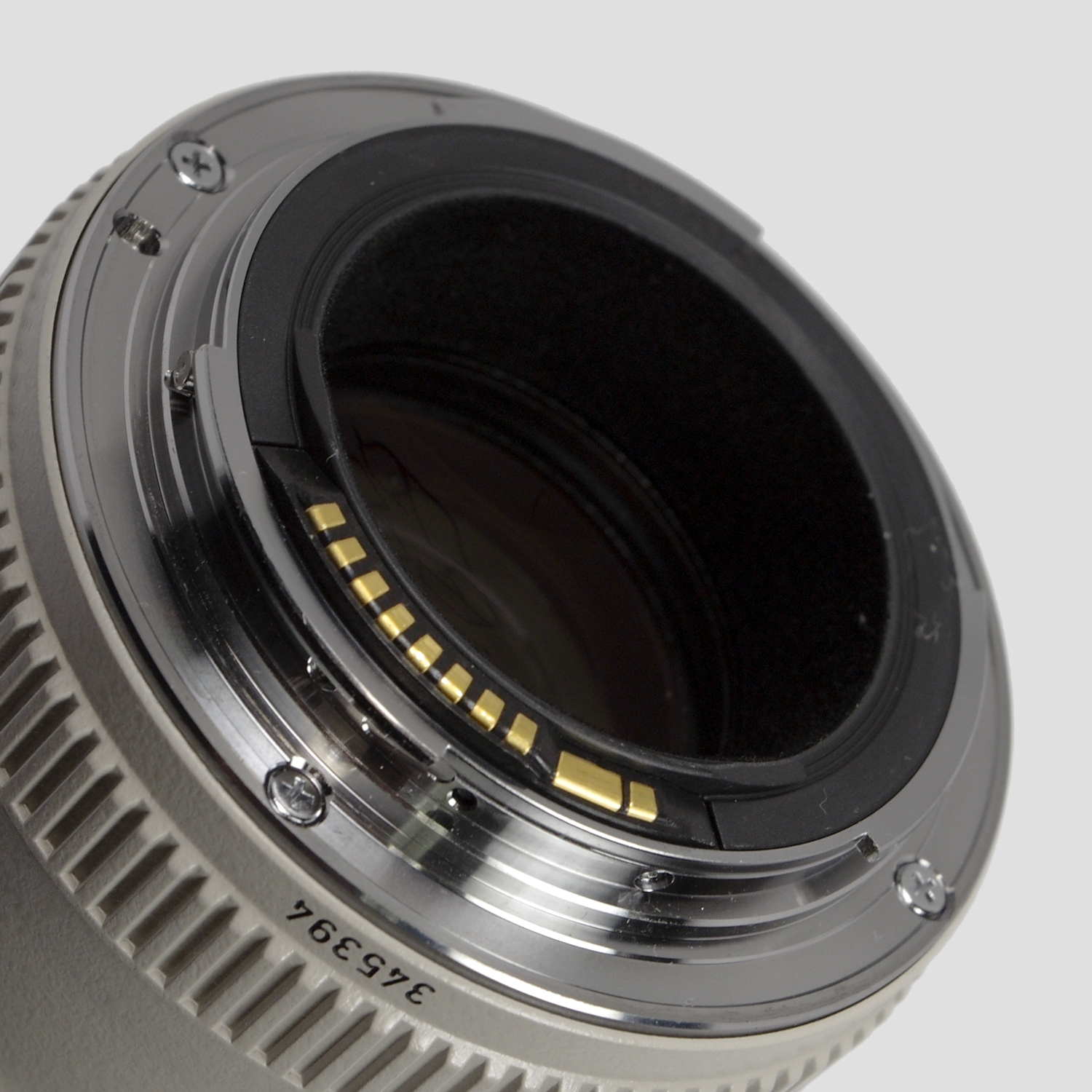
Крепление данного объектива совместимо с экстендерами Extender EF (10 контактов)

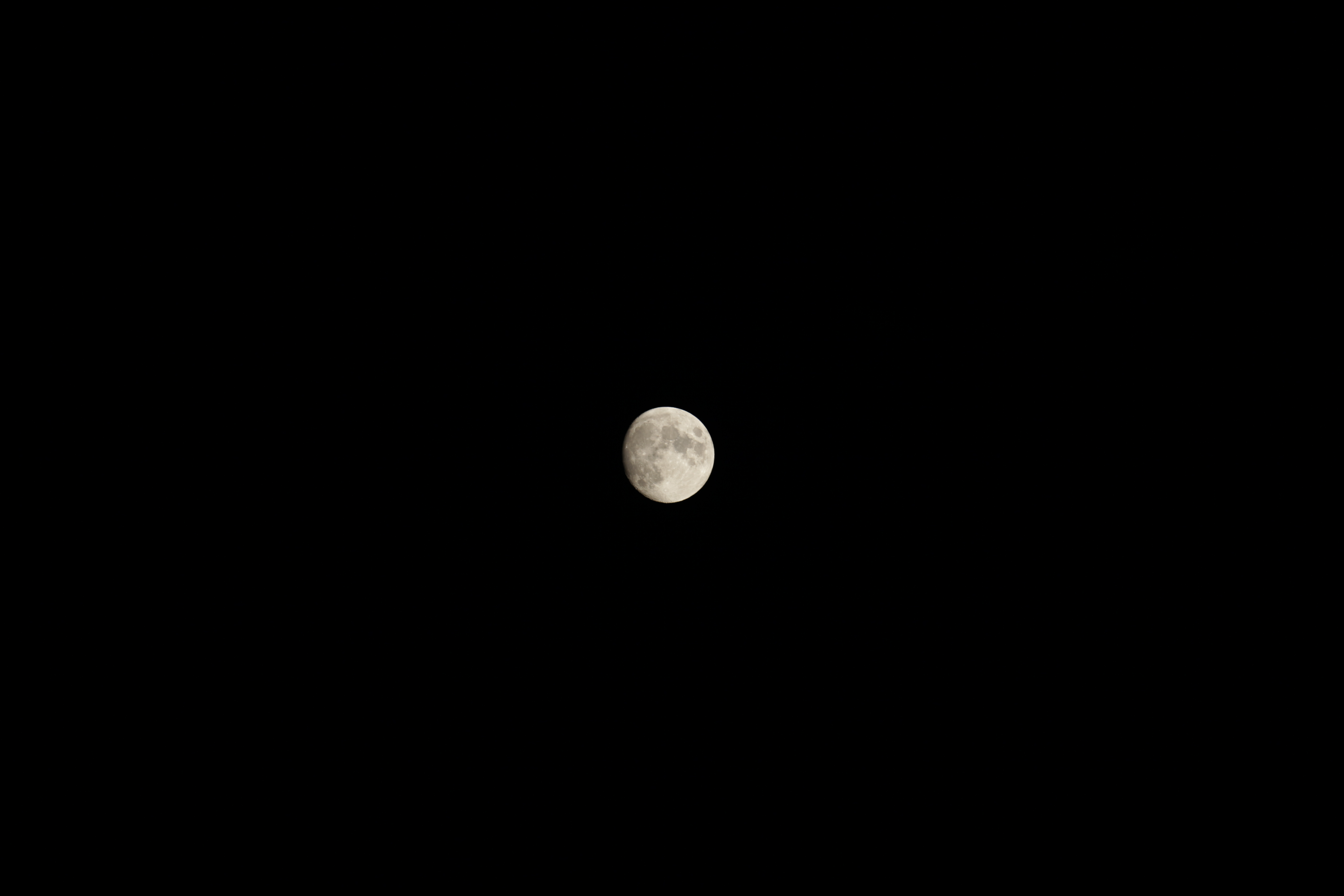
Объектив 300 мм f/2,8 IS без экстендера

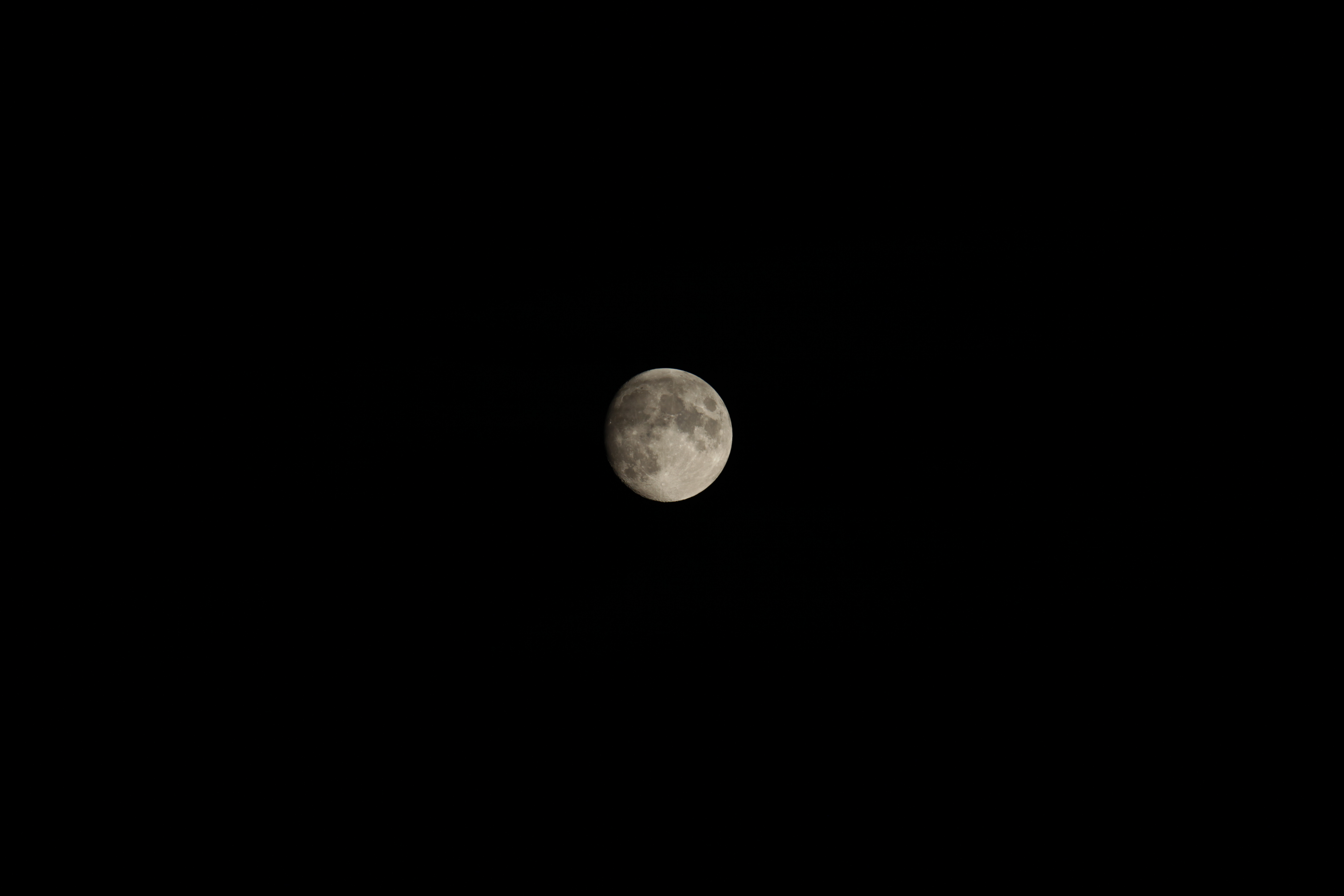
Объектив 300 мм f/2,8 IS с экстендером 1,4×

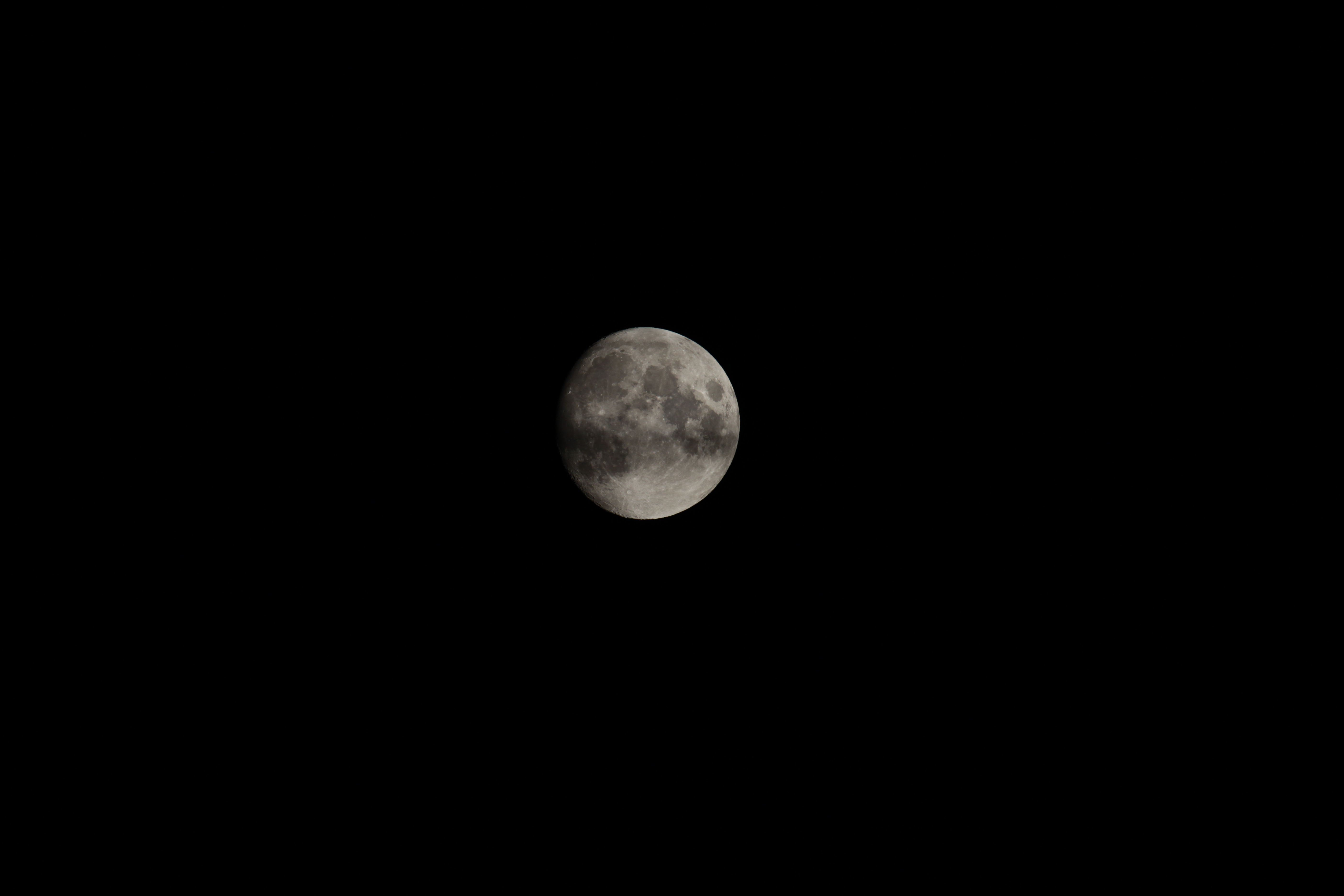
Объектив 300 мм f/2,8 IS с экстендером 2×

Корректная работа поддерживается только с ограниченным количеством длиннофокусных EF-объективов, у которых на байонете имеются дополнительные 3 контакта (10 вместо 7) для передачи значений диафрагмы от камеры через экстендер в объектив. При использовании экстендеров 1,4× или 2× уменьшается диафрагма на 1 или 2 ступени соответственно. Применение экстендера влияет также и на работу системы автофокуса, скорость фокусировки замедляется на 50 % и 75 % соответственно. Стабилизация изображения может не работать с некоторыми моделями камер.
При использовании с некоторыми объективами фокусировка на бесконечность невозможна. Для корректной передачи метаданных необходимо сначала подключить экстендер к объективу, а затем эту систему соединить с камерой.
Хотя Canon официально не подтверждено, однако экстендеры способны работать с тилт-шифт объективами из линейки Canon. Но при этом не будет функционировать корректное изменение диафрагмы из настроек камеры. Фокусное расстояние в данных EXIF также будет указано неверно.

### Совместимые EF-объективы
В таблице приведены объективы и соответствующие фокусные расстояния при использовании экстендеров 1,4× и 2×. Дана информация о поддержке автофокуса и работе системы стабилизации изображения.
| Объектив                                                 | Экстендер 1,4× | АФ 1,4× | СИ 1,4× | Экстендер 2× | АФ 2× | СИ 2× |
| -------------------------------------------------------- | --- | --- | --- | --- | --- | --- |
| 135 мм f/2L USM                                          | 190 мм f/2.8 | Yes | — | 270 мм f/4 | Yes | — |
| 180 мм f/3.5L Macro USM                                  | 252 мм f/5 | [ 8 ] | — | 360 мм f/7.1 | No | — |
| 200 мм f/1.8L USM                                        | 280 мм f/2.5 | Yes | — | 400 мм f/3.5 | Yes | — |
| 200 мм f/2.0L IS USM                                     | 280 мм f/2.8 | Yes | Yes | 400 мм f/4 | Yes | Yes |
| 200 мм f/2.8L II USM                                     | 280 мм f/4 | Yes | — | 400 мм f/5.6 | Yes | — |
| 300 мм f/2.8L USM                                        | 420 мм f/4 | Yes | — | 600 мм f/5.6 | Yes | — |
| 300 мм f/2.8L IS USM                                     | 420 мм f/4 | Yes | Yes | 600 мм f/5.6 | Yes | Yes |
| 300 мм f/4L USM                                          | 420 мм f/5.6 | Yes | — | 600 мм f/8 | [ 9 ] | — |
| 300 мм f/4L IS USM                                       | 420 мм f/5.6 | Yes | Yes | 600 мм f/8 | [ 9 ] | Maybe |
| 400 мм f/2.8L USM                                        | 560 мм f/4 | Yes | — | 800 мм f/5.6 | Yes | — |
| 400 мм f/2.8L II USM                                     | 560 мм f/4 | Yes | — | 800 мм f/5.6 | Yes | — |
| 400 мм f/2.8L IS USM                                     | 560 мм f/4 | Yes | Yes | 800 мм f/5.6 | Yes | Yes |
| 400 мм f/4 IS DO USM                                     | 560 мм f/5.6 | Yes | Yes | 800 мм f/8 | [ 9 ] | Maybe |
| 400 мм f/4 DO IS II USM                                  | 560 мм f/5.6 | Yes | Yes | 800 мм f/8 | [ 9 ] | Maybe |
| 400 мм f/5.6L USM                                        | 560 мм f/8 | [ 9 ] | — | 800 мм f/11 | No | — |
| 500 мм f/4L IS USM                                       | 700 мм f/5.6 | Yes | Yes | 1000 мм f/8 | [ 9 ] | Maybe |
| 500 мм f/4.5L USM                                        | 700 мм f/6.3 | [ 9 ] | — | 1000 мм f/9.0 | No | — |
| 600 мм f/4L USM                                          | 840 мм f/5.6 | Yes | — | 1200 мм f/8 | [ 9 ] | — |
| 600 мм f/4L IS USM                                       | 840 мм f/5.6 | Yes | Yes | 1200 мм f/8 | [ 9 ] | Maybe |
| 800 мм f/5.6L IS USM                                     | 1120 мм f/8 | [ 9 ] | Maybe | 1600 мм f/11 | No | Maybe |
| 1200 мм f/5.6L USM                                       | 1680 мм f/8 | [ 9 ] | — | 2400 мм f/11 | No | — |
| 70-200 мм f/2.8L IS USM                                  | 98-280 мм f/4 | Yes | Yes | 140-400 мм f/5.6 | Yes | Yes |
| 70-200 мм f/2.8L IS II USM                               | 98-280 мм f/4 | Yes | Yes | 140-400 мм f/5.6 | Yes | Yes |
| 70-200 мм f/2.8L USM                                     | 98-280 мм f/4 | [ 9 ] | — | 140-400 мм f/5.6 | [ 9 ] | — |
| 70-200 мм f/4L IS USM                                    | 98-280 мм f/5.6 | Yes | Yes | 140-400 мм f/8 | [ 9 ] | Maybe |
| 70-200 мм f/4L USM                                       | 98-280 мм f/5.6 | Yes | — | 140-400 мм f/8 | [ 9 ] | — |
| 100-400 мм f/4.5-5.6L IS USM                             | 140-560 мм f/6.3-8 | [ 9 ] | Maybe | 200-800 мм f/9-11 | No | Maybe |
| 100-400 мм f/4.5-5.6L IS II USM                          | 140-560 мм f/6.3-8 | [ 9 ] | Maybe | 200-800 мм f/9-11 | No | Maybe |
| 200-400 мм f/4L IS USM (без встроенного экстендера 1,4×) | 280-560 мм f/5.6 | Yes | Maybe | 400-800 мм f/8 | [ 9 ] | Maybe |
| 200-400 мм f/4L IS USM (со встроенным экстендером 1,4×)  | 400-800 мм f/8 | [ 9 ] | Maybe | 560-1120 мм f/11 | No | Maybe |
| TS-E 17 мм f/4L                                          | 24 мм f/5.6 | [ 10 ] | — | 34 мм f/8 | [ 10 ] | — |
| TS-E 24 мм f/3.5L                                        | 35 мм f/5.0 | — | 50 мм f/7.1 | [ 10 ] | — | |
| TS-E 45 мм f/2.8                                         | 65 мм f/4.0 | [ 10 ] | — | 90 мм f/5.6 | [ 10 ] | — |
| TS-E 90 мм f/2.8                                         | 125 мм f/4.0 | [ 10 ] | — | 180 мм f/5.6 | [ 10 ] | — |
| Key                                                      | | | | | | |
| Автофокус (АФ):                                          | — АФ работает . — АФ работает с камерами, серии EOS, которые поддерживают фокусировку при диафрагме f/8. — АФ не работает.          | — АФ работает . — АФ работает с камерами, серии EOS, которые поддерживают фокусировку при диафрагме f/8. — АФ не работает.          | — АФ работает . — АФ работает с камерами, серии EOS, которые поддерживают фокусировку при диафрагме f/8. — АФ не работает.          | — АФ работает . — АФ работает с камерами, серии EOS, которые поддерживают фокусировку при диафрагме f/8. — АФ не работает.          | — АФ работает . — АФ работает с камерами, серии EOS, которые поддерживают фокусировку при диафрагме f/8. — АФ не работает.          | — АФ работает . — АФ работает с камерами, серии EOS, которые поддерживают фокусировку при диафрагме f/8. — АФ не работает.          |
| Стабилизация изображения (СИ):                           | — СИ работает. — СИ работает только с поддерживаемыми моделями камер серии EOS (почти со всеми камерами, выпускаемыми с 1995 года). | — СИ работает. — СИ работает только с поддерживаемыми моделями камер серии EOS (почти со всеми камерами, выпускаемыми с 1995 года). | — СИ работает. — СИ работает только с поддерживаемыми моделями камер серии EOS (почти со всеми камерами, выпускаемыми с 1995 года). | — СИ работает. — СИ работает только с поддерживаемыми моделями камер серии EOS (почти со всеми камерами, выпускаемыми с 1995 года). | — СИ работает. — СИ работает только с поддерживаемыми моделями камер серии EOS (почти со всеми камерами, выпускаемыми с 1995 года). | — СИ работает. — СИ работает только с поддерживаемыми моделями камер серии EOS (почти со всеми камерами, выпускаемыми с 1995 года). |

#### Камеры с поддержкой автофокуса при f/8
Камеры Canon с 45 и более точками фокусировки поддерживают работу автофокуса при диафрагме f/8.
- Canon EOS 3
- Canon EOS-1V
- Canon EOS 80D
- Canon EOS 7D Mark II[12]
- Canon EOS 5DS[13]
- Canon EOS 5DS R
- Canon EOS 5D Mark III (с прошивкой версии 1.2.1)[14]
- Canon EOS 5D Mark IV
- Canon EOS-1D
- Canon EOS-1Ds
- Canon EOS-1D Mark II
- Canon EOS-1D Mark II N
- Canon EOS-1Ds Mark II
- Canon EOS-1D Mark III
- Canon EOS-1Ds Mark III
- Canon EOS-1D Mark IV
- Canon EOS-1D X (с прошивкой версии 1.1.1)[15]
- Canon EOS-1D X Mark II

## Отзывы
Фотограф Bryan Carnathan с ресурса the-digital-picture.com заметил, что удобно иметь в сумке лёгкий телеконвертер, позволяющий делать макрофотографии или кадры с больших дистанций. Однако качество получаемых снимков оказывается ниже, чем при использовании объективов с соответствующим фокусным расстоянием без телеконвертера.

## Конкуренты
- Yongnuo Extender EF 1,4× — $188

## Цена
В 2016 году экстендеры Canon Extender EF 1,4× III и Canon Extender EF 2× III продавались по цене $429.